# Bodil Aakre
Bodil Aakre (* 7. September 1922 in Kristiania; † 8. November 2008 in Benidorm) war eine norwegische Juristin und Politikerin (Høyre). Von 1969 bis 1973 war sie Abgeordnete im Storting. Sie war auch bei der Brønnøysundregistrene tätig.

## Leben
Aakre wurde 1922 in Kristiania (heute Oslo) geboren. Sie startete ihr Studium im Jahr 1942 und erwarb 1948 den cand.jur. Danach arbeitete sie als Juristin in Hammerfest und Alta von 1948 bis 1957. 1957 wurde sie Beraterin bei der Landwirtschaftlichen Gesellschaft Nordlands.
Nachdem sie von 1965 bis 1969 als Vararepresentantin, also als stellvertretende Abgeordnete, im Storting diente, wurde sie 1969 als direkte Abgeordneten für den Wahlkreis Nordland gewählt. Zwischen 1965 und 1969 diente sie vorläufig als regelmäßige Abgeordnete, nachdem Håkon Kyllingmark Minister in der Regierung Borten wurde. Nach dem Tod von ihrem Parteikollegen Harald Warholm im Februar 1967 wurde sie feste Abgeordnete. Bodil Aakre verlor ihren Sitz bei der Parlamentswahl 1973 und wurde erneut stellvertretende Abgeordnete.
Auf lokaler Ebene war Aakre Bürgermeisterin von Brønnøy von 1975 bis 1979. Sie arbeitete dazu als Sorenskriver in Brønnøysund von 1973 bis 1988. 1980 wurde sie Hauptabteilungsleiterin bei der Brønnøysundregistrene. Ihr wurde den Beinamen der „Mutter der Brønnøysundregistrene“ gegeben.
Aakre war von 1967 bis 1971 Vorstandsmitglied des Aetats, einer Vorgängerbehörde der NAV, und der Nordlandsbanken von 1977 bis 1982. Darüber hinaus war sie die stellvertretende Vorsitzende des Aetats zwischen 1975 und 1983, der Arbeidstilsynet von 1972 bis 1988 und ab 1982 der Nordlandsbanken. Sie war auch bei der Vereinigung Norden und dem Riksmålsforbundet tätig.
Aakre ging im Jahr 1988 in Rente. Sie verstarb 2008 in der spanischen Stadt Benidorm, wo sie seit 1991 lebte.